# Sucúa
Sucúa är en ort i Ecuador.   Den ligger i provinsen Morona Santiago, i den centrala delen av landet, 250 km söder om huvudstaden Quito. Sucúa ligger 831 meter över havet och antalet invånare är 7 413.
Terrängen runt Sucúa är varierad. Runt Sucúa är det glesbefolkat, med 18 invånare per kvadratkilometer. Närmaste större samhälle är Macas, 17,9 km norr om Sucúa. I omgivningarna runt Sucúa växer i huvudsak städsegrön lövskog.